# Христо Хаджиилиев
Христо Хаджиилиев (изписване до 1945 година: Христо хаджи Илиевъ) е български революционер, деец на Вътрешната македоно-одринска революционна организация.

## Биография
Христо Хаджиилиев е роден през 1861 година в лозенградското село Докузюк. През 1886 година се преселва в Пловдив и работи като шивач. През 1890 година отбива военна служба и през 1895 година се завръща към шивашкия занаят. В 1901 година той заедно със Слави Мерджанов, Петър Соколов, Бедрос Сиремджиян и други прави опит да отвлекат персийския шах Мозафар ад-Дин шах Каджар, който не сполучва. Насочват се към одринския валия, но и този опит е неуспешен и впоследствие четата отвлича Нури бей, сина на богатия одрински чифликчия Дертли Мустафа. Четата е открита от потерите в местността Юклуците, близо до село Киречли, Одринско. След кратка престрелка, при която пада убит синът на чифликчията, Петър Соколов и Татул Зармарян са тежко ранени и умират. Хаджиилиев, Мерджанов, Сиремджиян и Оник Торосян също са тежко ранени и заловени. След излекуването им във военната болница в Одрин те са обесени на 27 ноември.